# 7056 Kierkegaard
7056 Kierkegaard este o planetă minoră (asteroid), cu un diametru de 7,582 km, din centura de asteroizi. A fost descoperită pe 26 septembrie 1989 la Observatorul European Austral de Eric Walter Elst și a fost numită după Søren Kierkegaard. 
Obiectul prezintă o orbită caracterizată de o semiaxă mare de 2,8102571 UAi, o excentricitate de 0,05, o înclinație de 5,25104 ° în raport cu ecliptica.